# Traversarea Anzilor
Traversarea Anzilor a fost una dintre cele mai importante operațiuni din războaiele de independență argentinian și chilian, în cadrul căreia o armată combinată de soldați argentinieni și chilieni exilați a invadat Chile cu scopul de a elibera această țară de dominația spaniolă. Trecerea Anzilor a fost un pas major în cadrul strategiei gândite de José de San Martín pentru a învinge forțele regaliste în fortăreața lor de la Lima, viceregatul Perú.
Scopul celor ce au pornit de la Mendoza (pe atunci în Provincia Cuyo) în ianuarie 1817 era cel de a pătrunde în Chile fără a fi observați, pe cărări neașteptate, pentru a putea lua prin surprindere forțele regaliste. Obiectivul final era cel de a elibera Chile de dominația spaniolă împreună cu forțele argentiniene. Condusă de José de San Martín, traversarea a durat douăzeci și una de zile.

## Antecedente
Ideea traversării Anzilor era deja dezvoltată de grupările ce militau pentru independența Americii de Sud, și făcea parte din planul Maitland gândit de Thomas Maitland. San Martín a aflat de acest plan în timpul scurtei perioade petrecută în Regatul Unit, înainte de a pleca în America de Sud. După ce a conștientizat dificultatea atacării fortăreței regaliste de la Lima peste Peru Superior, el a hotărât să adopte acest plan.
Căpitănia Generală de Chile înlăturase guvernatorul în 1810 și-l înlocuise cu Prima Juntă Guvernamentală, dând semnalul începutului unei perioade din istoria chiliană denumită Patria Vieja. Această juntă a fost învinsă, însă, în 1814 în bătălia de la Rancagua și, odată cu Reconquista, Chile a redevenit stat regalist. Bernardo O'Higgins și alți lideri chilieni se refugiaseră la Mendoza în timpul noului guvern regalist, care a dus la intrarea lui O'Higgins în rândurile Armatei Anzilor.

## Soldați și echipament
În această perioadă, orașul Mendoza devenise cartier general al pregătirilor pentru traversare. Cetățenii din Mendoza au ajutat soldații fabricând praf de pușcă și muniții.
Principala sursă de hrană a armatei era un fel de mâncare local denumit valdiviano, pregătit din carne uscată sau charqui, fiartă în apă cu ceapă tăiată felii. Au fost desemnați soldați care să se ocupe cu transportul proviziilor, patruzeci de tone de charqui, turte de porumb, carne, vinars (pentru nopțile reci), usturoi și ceapă (pentru a trata lipsa poftei de mâncare), peste 4000 de vite pentru restul campaniei, brânză și rom.

## Traversarea
În dimineața zilei de 19 ianuarie 1817, San Martín a pornit împreună cu armata sa din tabăra de bază El Plumerillo în călătoria sa peste Munții Anzi. San Martín a trecut munții cu 4000 de oameni, dar a pierdut o treime din ei. A fost o lovitură grea primită de armata sa.
Pentru traversare, San Martín și-a împărțit armata în două divizii. Divizia principală, care a trecut munții prin trecătoarea Los Patos, a fost condusă de San Martín, Miguel Estanislao și Bernardo O’Higgins. O divizie secundară care a traversat munții prin pasul sudic Uspallata era condusă de Juan Gregorio de Las Heras.

## Finalul
La 13 februarie 1817, San Martín, O’Higgins și armata lor a intrat cu succes în Santiago de Chile, după un drum de 500 de kilometri prin munți. Forțele regaliste se retrăseseră între timp spre nord pentru a evita armata lui San Martín, dar un lider regalist a rămas în urmă cu 1500 de oameni într-o vale denumită Chacabuco, lângă Santiago. Confruntarea cu aceasta a avut loc în bătălia de la Chacabuco.